# 最小實現
在控制理论中，若一個状态空间模型具有可控制性及可觀測性，其輸入輸出特性又和特定传递函数相同，此状态空间即為传递函数的最小實現（minimal realization），稱為「最小」的原因是此状态空间是可以用最少狀態數量來描述系統的實現。
假設一個连续时间的系統，其输入信号為{\displaystyle u(t)}，输出信号為{\displaystyle y(t)}，传递函数為{\displaystyle H(s)}，传递函数和輸入信號、輸出信號的拉氏轉換{\displaystyle U(s)},{\displaystyle Y(s)}關係如下：
{\displaystyle Y(s)=H(s)\,U(s)}
再考慮有一個輸入、一個輸出及{\displaystyle n}個狀態變數線性非時變系統的状态空间表示法：
{\displaystyle {\dot {\mathbf {x} }}(t)=A\mathbf {x} (t)+Bu(t)}
{\displaystyle y(t)=C\mathbf {x} (t)+du(t)}
若上述的状态空间模型具有可控制性及可觀測性，輸入輸出特性又和传递函数相同，此状态空间就是上述传递函数的最小實現。
要描述一系統所需的最小狀態個數即為微分方程的階數。也可以定義更多的狀態變數，例如一個二階系統可以用二個狀態變數來描述，也可以用更多的狀態變數來描述。二個狀態變數即為其最小狀態個數。

## Gilbert實現
假定一個矩陣傳遞函數，可以用Gilbert方法（也稱為Gilbert實現）產生最小狀態空間的實現。